# Анти-NMDA-рецепторен енцефалит
Анти-NMDA-рецепторният енцефалит е тежка остра форма на енцефалит с възможен летален изход или бърза ремисия, която се провокира от автоантитела срещу NR1 и NR2-субединиците на глутаматния NMDA-рецептор.
Заболяването се среща по-често при жените и често е асоциирано с тератоми на яйчниците, въпреки че те не се наблюдават при всички случаи на описания енцефалит. Заболяването нееднократно е описвано в медицинската литература, под различни названия. През 2007 г. е установена неговата етиология и на нозологичната единица е присвоено настоящото име.
Много млади жени с това заболяване постъпват за лечение в психиатрични болници с предварителна диагноза шизофрения, кататония, наркомания или симулация. Чак след появата на неврологична симптоматика лекарите се ориентират да търсят органично заболяване. По-рядко заболяването започва с ясно изразени кратковременни нарушения на паметта, наподобяващи лимбична енцефалопатия.